# 阿拉米略桥

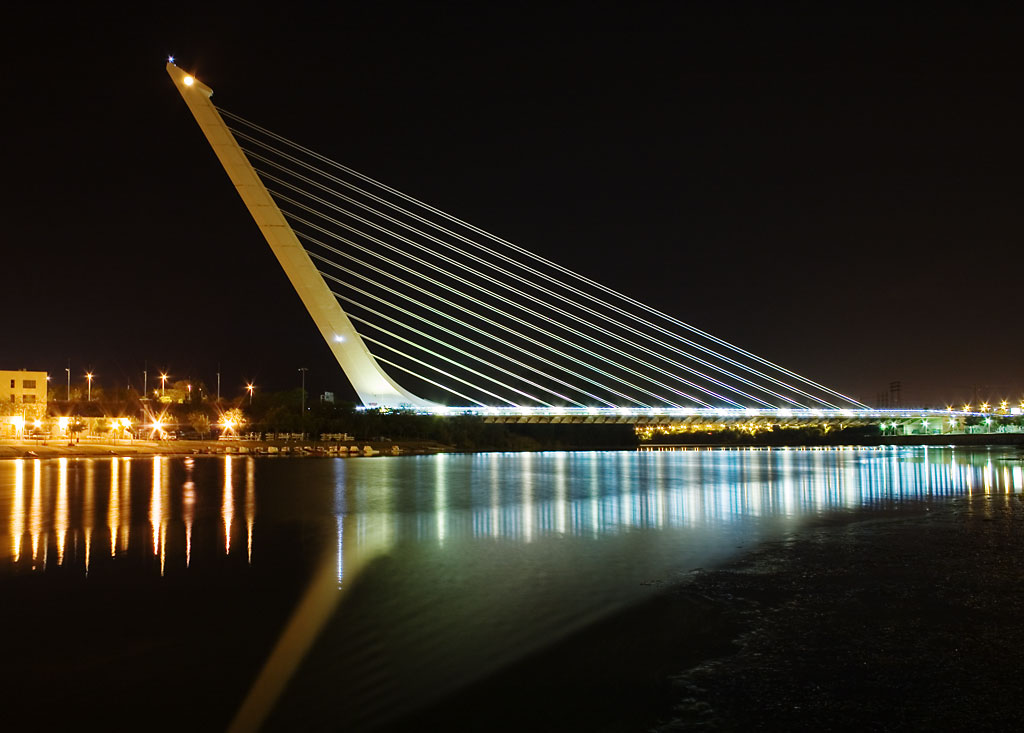
夜间的阿拉米略桥

阿拉米略桥（Puente del Alamillo）是西班牙塞维利亚的一座桥梁，跨越阿方索十三世运河，通往运河与瓜达尔基维尔河之间的La Cartuja岛。兴建这座桥，是作为1992年塞维利亚世界博览会（在这座岛上举行）的配套设施。这座桥始建于1989年，1992年完成，设计者是圣地亚哥·卡拉特拉瓦。
阿拉米略桥是一座悬臂斜拉挢，只有一个桥塔。
阿拉米略桥代表了塞维利亚市为筹备1992年塞维利亚世界博览会的飞涨愿望。 
卡拉特拉瓦设计的另外两座桥，位于美国加州雷丁的乌龟湾日晷桥（Sundial Bridge at Turtle Bay，2004年），和耶路撒冷的弦橋（Chords Bridge），设计都类似于阿拉米略桥。